# فقط تماشا کن
«فقط تماشا کن» (انگلیسی: Just Keep Watching) ترانه‌ای از تیت مک‌ری، خوانندهٔ اهل کانادا است. این ترانه در ۳۰ مه ۲۰۲۵ از طریق شرکت‌های آرسی‌ای رکوردز، آتلانتیک رکوردز و اپل ویدئو پروگرمینگ به‌عنوان چهارمین تک‌آهنگ از آلبوم موسیقی متن فیلم اف۱ منتشر شد. این قطعه به سومین ترانهٔ مک‌ری تبدیل شد که در صدر جدول هات دنس/پاپ سانگز قرار گرفت.

## پیش‌زمینه و آهنگسازی
در ۱ مه ۲۰۲۵ اعلام شد که تیت مک‌ری بخشی از آلبوم موسیقی متن فیلم اف۱ خواهد بود. این قطعه، همکاری مشترک با تهیه‌کنندگان تایلر اسپری و رایان تدر است.
«فقط تماشا کن» یک ترانهٔ پاپ و قطعه‌ای کلابی با ریتمی «سرعتی» است که برای هماهنگی با «انرژی بالای» فیلم ساخته شده و در بخش کورس دارای «ضرب‌آهنگ قدرتمند» است. این ترانه شامل ضرب‌های سریع و دقیق پرکاشن است که به خوبی با «حرکات پویا» و «کینتیک» تیت مک‌ری همخوانی دارد.

## موزیک ویدئو
موزیک ویدئوی این ترانه که توسط بردیا زینالی کارگردانی شده است، در ۳۰ مه ۲۰۲۵ در کانال یوتیوب تیت مک‌ری منتشر شد. این ویدئو اشاره‌ای به فیلم گریس محصول سال ۱۹۷۸ دارد و تیت مک‌ری را در حال قدم زدن روی یک «باند پر باد» و ژست گرفتن کنار توده‌ای از تایرها نشان می‌دهد، که با سکانس‌های پر از رقص در کنار تماشاگرانی با لباس‌های مسابقه‌ای متناوب می‌شود. تصاویر ویدئو شامل برش‌هایی از فیلم اف۱ نیز می‌باشد.